# Mikeno
Mikeno är en slocknad vulkan i Kongo-Kinshasa. Den ligger i provinsen Norra Kivu, i den östra delen av landet, 1 600 km öster om huvudstaden Kinshasa. Toppen på Mikeno är 4 387 meter över havet.